# Edwin Biedermann
Edwin Anthony Biedermann (Londra, 5 luglio 1877 – Londra, 31 ottobre 1929) è stato un tennista britannico.
Nacque a Kensington, Londra.
Ha partecipato alle Olimpiadi di Londra del 1908 nella specialità della pallacorda (o "jeu de paume"), perdendo nei quarti di finale contro Neville Bulwer-Lytton.